# Sopubia lasiocarpa
Sopubia lasiocarpa är en snyltrotsväxtart som beskrevs av Tsoong. Sopubia lasiocarpa ingår i släktet Sopubia och familjen snyltrotsväxter. Inga underarter finns listade i Catalogue of Life.